# Зиганшин, Асхат Рахимзянович
Асха́т Рахимзя́нович Зига́ншин (тат. Әсхәт Җиһаншин; 13 июня 1938, Шентала, Куйбышевская область — 20 июня 2017, Ломоносов) — младший сержант военно-строительных частей СССР, один из членов экипажа самоходной баржи «Т-36», которая 49 дней дрейфовала в Тихом океане в 1960 году. Кавалер ордена Красной Звезды (1960), почётный гражданин Сан-Франциско (США), почётный житель Стрельны.

## Биография
Отец — Рахимзян Зиганшевич, уроженец села Старый Утямыш (ныне в Черемшанском районе Татарстана). Мать — Хатимя Мифтаховна, родилась в селе Сарабикулово (ныне в Лениногорском районе Татарстана). После свадьбы они жили в родном селе Рахимзяна, там родились трое их старших детей — сын Мавулюмзян и две дочери: Сания и Наиля. Поначалу семья жила бедно, но после переезда в посёлок при железнодорожной станции Шентала, районный центр в Куйбышевской (ныне Самарской) области, Рахимзяну удалось получить постоянную работу и построить дом. Он работал грузчиком, плотником, был участником Великой Отечественной войны. В 1960 году работал конюхом.
Асхат Зиганшин родился в Шентале 13 июня 1938 года. Окончил восемь классов школы и поступил в училище механизации сельского хозяйства. Два года отработал на машино-тракторной станции трактористом на колхозных полях сёл Шентала и Денискино.
В августе 1958 года был призван в ряды Советской Армии. Воинскую службу проходил в военно-строительных частях на Дальнем Востоке. По воспоминаниям Зиганшина, он был призван в бронетанковые войска, и пока везли к месту службы, призывники пытались расшифровать прозвучавшую аббревиатуру «ОБК» — оказалось: отряд буксирных катеров. Зиганшин был отправлен в южносахалинскую школу старшин-рулевых для подготовки к вождению маломерных судов. После восьми (или шести) месяцев учёбы, для прохождения дальнейшей службы в звании младшего сержанта попал на остров Итуруп, в город Курильск, и был назначен старшиной самоходной баржи с бортовым номером «Т-36». Экипаж судна состоял из четырёх человек. До пополнения экипажа (прежний состав был уволен в запас) в течение двух месяцев «хозяйствовал» один, затем на баржу прибыли из учебного подразделения два моториста, рядовые Анатолий Крючковский и Филипп Поплавский — все трое служили уже по второму году. Вскоре экипаж дополнил первогодок, рядовой Иван Федотов.
Роль барж заключалась в перевозке на берег грузов, доставляемых по морю крупнотоннажными океанскими судами. Значительная осадка последних не позволяла им причаливать непосредственно к берегу залива, поэтому суда становились на рейде, а груз переправлялся на берег на самоходных баржах. Судов было много, простои не допускались, и самоходные баржи месяцами находились на рейде, пришвартованные к бочке. Экипаж фактически жил на барже — в небольшом кубрике размещались четыре койки и печка, на которой можно было готовить еду. Экипаж выходил на берег или за продуктами и пресной водой, или чтобы по очереди сходить в баню, в красный уголок. В конце ноября — начале декабря навигация завершалась и баржи вытаскивались на берег. Зиганшин и его экипаж были в части на хорошем счету, за что он получал поощрения, в числе которых фото при развёрнутом знамени части.
Последнее письмо Зиганшина из армии было датировано 9 января 1960 года.

### Дрейф самоходной баржи Т-36

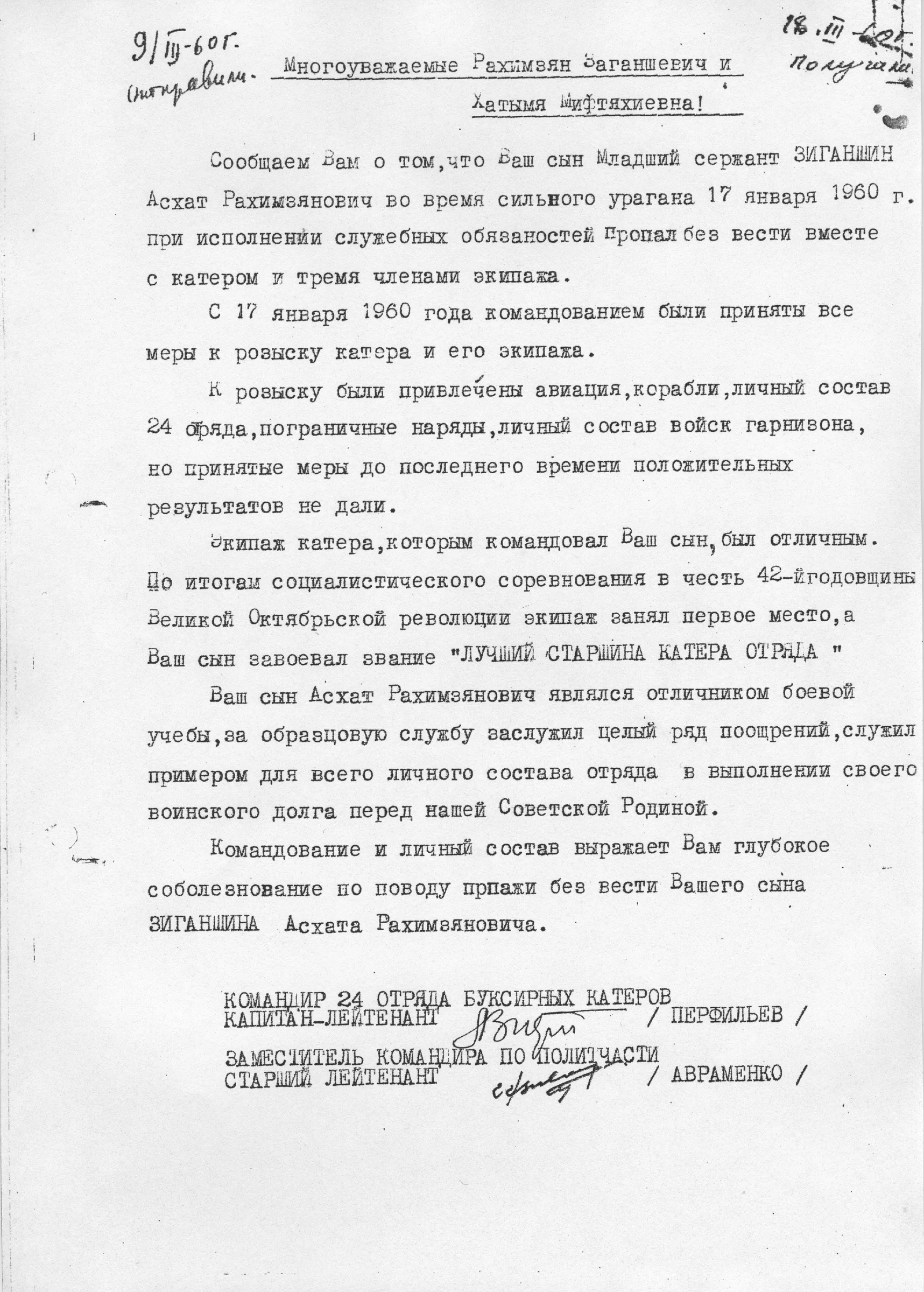
Письмо родителям Асхата Зиганшина с сообщением о его пропаже без вести

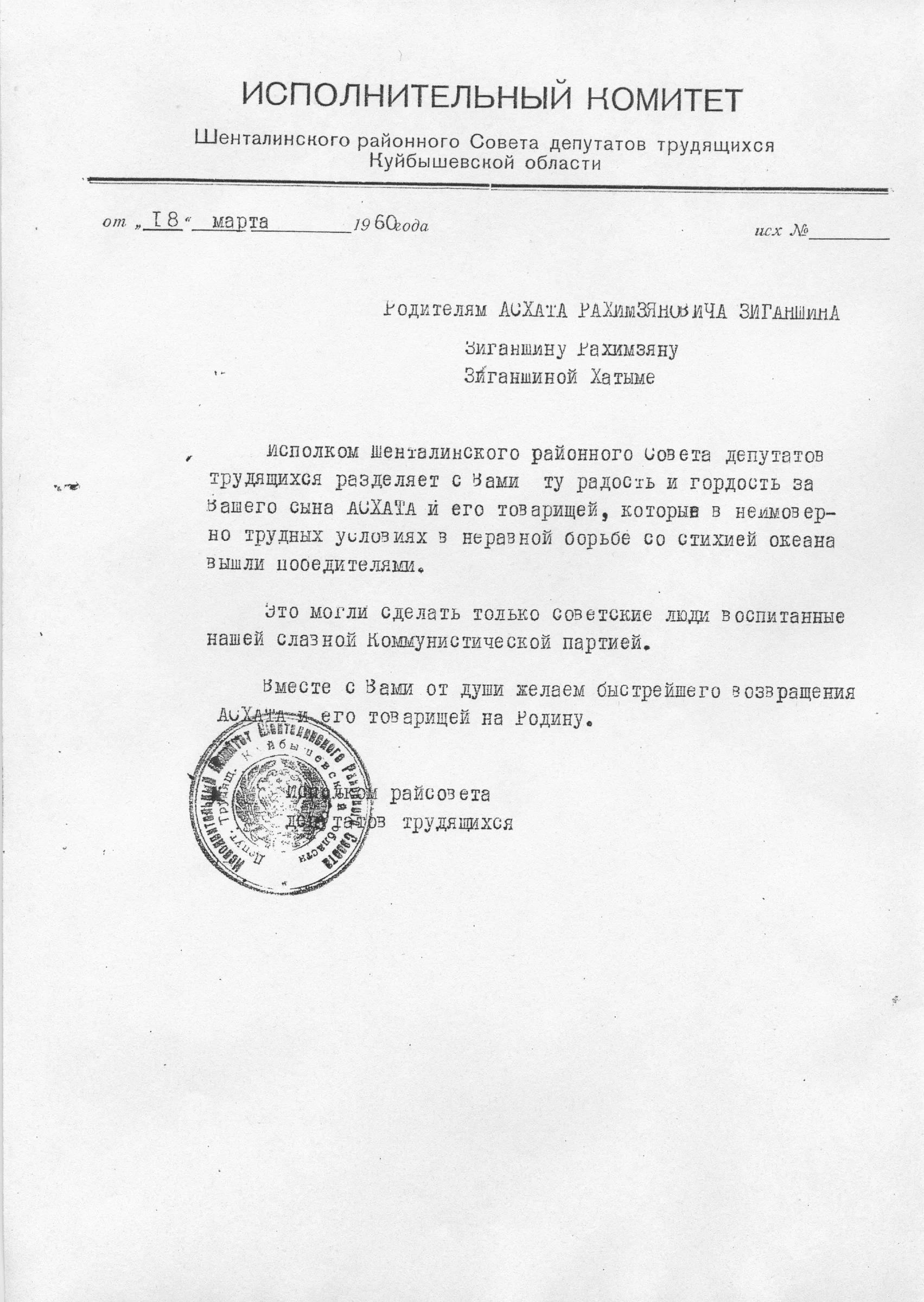
Письмо семье Зиганшиных от Шенталинского райсовета. 18 марта 1960 г.

17 января 1960 года около 9 часов утра по местному времени во время сильного шторма спущенная незадолго до этого на воду баржа «Т-36» была сорвана со швартовых концов и после более чем тринадцатичасовой борьбы со штормом была унесена в открытый океан. Дрейф неуправляемого судна продолжался 49 дней. 7 марта 1960 года дрейфующие были спасены американским авианосцем «Кирсардж».
Родные и близкие Зиганшина узнали о спасении из сообщений радиостанции «Голос Америки» раньше, чем было получено письмо с места службы о пропаже без вести. Письмо было отправлено 9 марта, а получено 18 марта — уже после того, как сообщения о спасении появились в советских газетах и по радио.
В марте 1960 года после возвращения в Москву Зиганшин был награждён орденом Красной Звезды под № 3336011, как и остальные участники дрейфа. Всем четверым был предоставлен двухнедельный отпуск на родину. Затем участники дрейфа отдыхали в военном санатории в Гурзуфе. Там один из отдыхавших с ними военнослужащих посоветовал им поступать в мореходное училище и написал рекомендательное письмо.
После отдыха все четверо вернулись на Дальний Восток в свою часть. В конце мая Зиганшину было присвоено звание старшего сержанта. После увольнения в запас участники дрейфа с прикреплёнными преподавателями готовились к поступлению в училище, затем отдыхали ещё в одном санатории.

### Дальнейшая судьба
В 1964 году Зиганшин (вместе с Крючковским и Поплавским) окончил Мореходное училище ВМФ (город Ломоносов, Ленинградская область) — судомеханическое отделение. Во время учёбы, по его воспоминаниям, в красном уголке училища «хранились валенки, в которых мы ступили на борт американского авианосца, и мой бушлат».
Избирался делегатом съезда ВЛКСМ.
С марта 1964 года по май 2005 года служил в составе аварийно-спасательного дивизиона Ленинградской военно-морской базы. Работал на разных судах сначала с пожарными, затем с водолазами. Участвовал в московских парадах в честь Дня ВМФ. Был период пристрастия к алкоголю. По признанию самого Зиганшина: «У нас ведь как? Любая встреча заканчивается застольем. А звали часто. Сперва моё выступление, потом банкет. И отказать людям нельзя, обижаются…» Однако к середине 1990-х годов пагубную привычку удалось преодолеть.
В декабре 2001 года по приглашению администрации Шенталинского района Самарской области посетил родные места, где побывал на улице своего имени.
После выхода на пенсию работал сторожем яхт и катеров на берегу залива в Стрельне.
В 2007 году вместе с Анатолием Крючковским побывал по приглашению на Сахалине. Планировалось посещение острова Итуруп, но помешала нелётная погода.
Умер 20 июня 2017 года в Ломоносове. Похоронен на Бабигонском кладбище в Старом Петергофе.

## Семья
Жена Раиса Исхаковна, родом из Сызрани. Зиганшин познакомился с ней во время учёбы в мореходном училище в Ломоносове и женился на третьем курсе. До 1991 года проживали в Ломоносове, затем переехали в Стрельну, оставив квартиру в Ломоносове старшей дочери.
- Старшая дочь Галия.
- Младшая дочь Альфия, преподаватель физкультуры в школе № 421 посёлка Стрельна (по состоянию на апрель 2021)[27][28][29].

## Признание
- Телеграмма советского правительства:

Младшему сержанту Зиганшину Асхату Рахимзяновичу, рядовым Поплавскому Филиппу Григорьевичу, Крючковскому Анатолию Фёдоровичу, Федотову Ивану Ефимовичу
Дорогие товарищи!
Мы гордимся и восхищаемся вашим славным подвигом, который представляет собой яркое проявление мужества и силы духа советских людей в борьбе с силами стихии. Ваш героизм, стойкость и выносливость служат примером безупречного выполнения воинского долга.

Своим подвигом, беспримерной отвагой вы приумножили славу нашей Родины, воспитавшей таких мужественных людей, и советский народ по праву гордится своими отважными и верными сынами.
Желаю вам, дорогие соотечественники, доброго здоровья и скорейшего возвращения на Родину.
— Н. Хрущёв. Москва, Кремль. 16 марта  1960 года
- В 1960 году мэр Сан-Франциско произвёл участников дрейфа в почётные жители и вручил им символические ключи от города[30].
- 29 марта 1960 года Зиганшин вместе с тремя другими участниками дрейфа награждён орденом Красной Звезды «за проявленное мужество при выполнении воинского долга и стойкость в борьбе с силами стихии»[31].
- В 2010 году был избран почётным жителем Стрельны под № 2[13].
- В конце ноября 2022 года в краеведческом музее «Морская Стрельна» создана персональная витрина Асхата Зиганшина[32]. 27 июня 2023 года в помещении музея по адресу ул. Пристанская, 15 открыта посвящённая Асхату Зиганшину мемориальная доска. Зиганшин работал в этом здании с 2006 по 2011 год[33].
- Именем Зиганшина названы:
  - улица в райцентре Шентала[34][35];
  - площадь в посёлке Стрельна (название неофициальное, фактически это автостоянка у перекрёстка улиц Орловская и Нижняя дорога)[36][37];
  - рейдовый водолазный катер РВК-2166[38] проекта 23040 Управления поисковых и аварийно-спасательных работ Балтийского флота[39].

## Влияние на культуру
Юрий — Гагарин,

Зиганшин — татарин,

Герман — Титов,

Никита — Хрущёв.

### Художественная литература и фольклор
- Фольклорная переработка по мотивам дрейфа «Т-36» американской песни 1950-х годов «Rock Around the Clock», с припевом «Зиганшин-буги — Зиганшин-рок…»[42].
- В детской считалке фамилия Зиганшина звучала рядом с именами Гагарина и других знаменитых современников[41].
- За типом барж, к которому принадлежала «Т-36», закрепилось неформальное название «зиганшинка»[43].
- Поэма Венедикта Ерофеева «Подвиг Асхата Зиганшина» (полностью не печаталась, сохранились лишь отрывки текста)[44].
- Зиганшин и его товарищи — герои песни Владимира Высоцкого «Сорок девять дней» («Суров же ты климат охотский…»), которая считается одной из первых его песен[45].
- В повести Андрея Юрьевича Орлова «Баржа Т-36: Пятьдесят дней смертельного дрейфа» по мотивам[прим. 1] реальных событий командующего баржей сержанта зовут Ахмет Затулин[46].

### Художественный кинематограф
Асхат Зиганшин стал прототипом героев художественных фильмов:
- «49 дней» (1962) — младший сержант Рахматуллин в исполнении В. В. Буяновского.
- 5 серия 1 сезона сериала «Оптимисты» (2017) — старшина Марат Мамышев в исполнении В. Ю. Надеина.

### Комментарии
1. ↑  Реалистичность произведения получила нелестную оценку Асхата Зиганшина: «Пару лет назад какой-то чудак написал художественную повесть „Баржа Т-36“. Нафантазировал всяких глупостей, насочинял муру!»[41]

### Отсылки к источникам
1. ↑  Муниципальное образование поселок Стрельна. Официальный сайт. Дата обращения: 10 мая 2020. Архивировано 10 января 2018 года.
2. ↑  Шафиков, 2016, с. 205—206.
3. ↑  Зиганшин, 1960, с. 10.
4. ↑  Подвиг в океане, 1960, с. 56, 102, 106.
5. 1 2 3 4  Шафиков, 2010.
6. 1 2  Зиганшина, Алескерова, 2018, 00:26.
7. 1 2  
Рашид Шакиров. Командир трёх «солдат человечества» : [арх. 28 мая 2020] // Самарские татары : журнал. — 2014. — № 3 (8).
8. 1 2 3  Владимир Желтов. «Зиганшин съел второй сапог…» Яндекс Дзен. Дата обращения: 27 июня 2020. Архивировано 25 июня 2020 года.
9. ↑  Подвиг в океане, 1960, с. 59—60.
10. ↑  Сильнее океана : Четвёрка отважных скоро вернётся на Родину : [арх. 14 декабря 2020] // Известия : газета. — 1960. — № 64 (13300) (16 марта). — С. 3.
11. ↑  Строганов, 1960.
12. 1 2 3 4  Дмитрий Соколов-Митрич. Русский Forrest Gump : [арх. 19 сентября 2021] // Огонёк : журнал. — 2002. — № 16 (21 апреля). — С. 12.
13. 1 2 3 4 5  Владимир Нордвик. Зиганшин-буги, Зиганшин-рок, Зиганшин съел второй сапог! : Солдат-орденоносец и кумир советского рок-н-рола Асхат Зиганшин спустя 55 лет открыл непричёсанную правду о дрейфе баржи «Т-36» по Тихому океану : [арх. 13 апреля 2020] // Родина : журнал. — 2015. — № 4.
14. ↑  Герои Тихого океана отбыли на место службы : [арх. 22 мая 2023] // Красный север. — 1960. — № 123 (12787) (25 мая). — С. 1.
15. ↑  Четвёрка отважных снова на самоходной барже // Известия. — 1960. — № 140 (13376) (13 июня). — С. 1.
16. ↑  Полянский А. Снова в строю // Огонёк : журнал. — 1960. — № 26 (июнь). — С. 30.
17. ↑  Четверке отважных присвоены новые воинские звания // Вечерняя Москва : газета. — 1960. — № 128 (11107) (1 июня). — С. 1.
18. ↑  Из истории колледжа. Ломоносовской морской колледж ВМФ России. Дата обращения: 12 мая 2017. Архивировано из оригинала 28 мая 2017 года.
19. ↑  Сергей Бабаков. «Героем я себя никогда не считал» : [арх. 2 мая 2020] // Зеркало недели. — Киев, 1999. — № 11 (19—26 марта).
20. ↑  Ольга Рябинина. Асхат Зиганшин: «Кожаные сапоги мне дарят до сих пор» : [арх. 6 июня 2012] // Смена : еженед. газ. — 2006. — 14 июня.
21. ↑  Конфеты с кирзой. Известия (1 марта 2002). Дата обращения: 26 мая 2020. Архивировано 20 января 2022 года.
22. ↑  
Ирина Смирнова. «Зиганшин-буги, Зиганшин-рок, Зиганшин съел второй сапог». Полвека назад четверо наших солдат потрясли мир, проведя в океане без питьевой воды и еды 49 суток. Свободная пресса (8 января 2010). Архивировано 19 января 2017 года.
23. ↑  Светлана Коцубинская. Сорок девять дней подвига. SKR.SU (6 сентября 2007). Архивировано 3 мая 2020 года.
24. ↑  Умер участник знаменитого 49-дневного дрейфа баржи Т-36 Асхат Зиганшин. Vesti.ru (21 июня 2017). Дата обращения: 3 мая 2023. Архивировано 11 сентября 2019 года.
25. ↑  Шафиков, 2016, с. 215.
26. ↑  «Старая квартира», 1997.
27. 1 2  Шафиков, 2016, с. 205.
28. ↑  Зиганшина, Алескерова, 2018, 00:01.
29. ↑  Соревнования по футболу «Спорт против наркотиков». Внутригородское муниципальное образование города федерального значения Санкт-Петербурга поселок Стрельна (29 апреля 2021). Дата обращения: 14 мая 2023. Архивировано 14 мая 2023 года.
30. ↑  Их встретили как героев // Известия. — 1960. — № 65 (13301) (17 марта). — С. 4.
31. ↑  Указ Президиума Верховного Совета СССР «О награждении младшего сержанта Зиганшина А. Р. и рядовых Поплавского Ф. Г., Крючковского А. Ф. и Федотова И. Е. орденом Красной Звезды» от 29 марта 1960 г.
32. ↑  В стрельнинском музее появилось новое оборудование. Внутригородское муниципальное образование города федерального значения Санкт-Петербурга поселок Стрельна (28 ноября 2022). Дата обращения: 15 мая 2023. Архивировано 15 мая 2023 года.
33. ↑  27.06.2023 открытие мемориальной доски Асхату Зиганшину. Внутригородское муниципальное образование города федерального значения Санкт-Петербурга поселок Стрельна (27 июня 2023). — Даты работы Зиганшина в здании в видеоматериале, 02:05. Дата обращения: 18 августа 2023. Архивировано 18 августа 2023 года.
34. ↑  Наталья Черных. 49 дней, которые потрясли мир : Не сломленные голодом советские моряки стали живой легендой : [арх. 4 июня 2018] // Московский комсомолец : газета. — 2010. — № 25255 (18 января).
35. ↑  Федеральная информационная адресная система. ФНС России. — Уникальный номер адреса объекта адресации в государственном адресном реестре: 340e92eb-f5f8-485c-bceb-3487c0b43f69. Дата обращения: 14 мая 2023. Архивировано 19 февраля 2023 года.
36. ↑  Зиганшина, Алескерова, 2018, 17:23.
37. ↑  Поэзия подвига. Внутригородское муниципальное образование города федерального значения Санкт-Петербурга поселок Стрельна (1 октября 2018). Дата обращения: 14 мая 2023. Архивировано 14 мая 2023 года.
38. ↑  Фотография РВК-2166 «Асхат Зиганшин» Архивная копия от 11 декабря 2023 на Wayback Machine.
39. ↑  Бассейновый план поиска и спасания людей, терпящих бедствие на море в поисково-спасательном районе МСКЦ Калининград : [арх. 30 апреля 2023] / Утвердил П. Г. Герасун. — Калининград, 2021. — С. 23. — 56 с.
40. ↑  «Старая квартира», 1997, 40:25.
41. 1 2 3  Нордвик, 2015.
42. ↑  Чувьюров Александр Алексеевич. «В Ливерпуле, на площади, в длинных пиджаках»: творчество группы The Beatles в городском фольклоре // Словесность и история : журнал. — СПб.: Изд-во «Пушкинский дом», 2021. — № 1. — С. 158—186. — ISSN 2712-7591. — doi:10.31860/2712-7591-2021-1-158-188. Архивировано 16 мая 2023 года.
43. ↑  Наумов Юрий Михайлович. «Колумбы российские». Некоторые сведения и результаты экспедиции на коче «Помор» в Арктике и Русской Америке // Традиционное судостроение как часть культурного наследия народов России / Под общ. ред. А. В. Окорокова. — М.: Институт Наследия, 2021. — Т. 2. — С. 147. — 600 с. — ISBN 978-5-86443-362-1. — ISBN 978-5-86443-345-4. — doi:10.34685/HI.2021.14.88.018. Архивировано 8 ноября 2021 года.
44. ↑  Ерофеев В. Малая проза / редакционная подготовка и комментарии Алексея Яблокова. — М.: Захаров, 2005. — С. 21, 88. — 96 с. — ISBN 5-8159-0448-1.
45. ↑  Цыбульский Марк. Владимир Высоцкий в Ленинграде. Владимир Высоцкий. Каталоги и статьи (4 октября 2017). Дата обращения: 15 мая 2023. Архивировано 16 мая 2023 года.
46. ↑  Орлов Андрей Юрьевич. Баржа Т-36: пятьдесят дней смертельного дрейфа. — М.: Эксмо, 2013. — 317 с. — ISBN 978-5-699-67390-2.